# Globus Hunt-Lenox

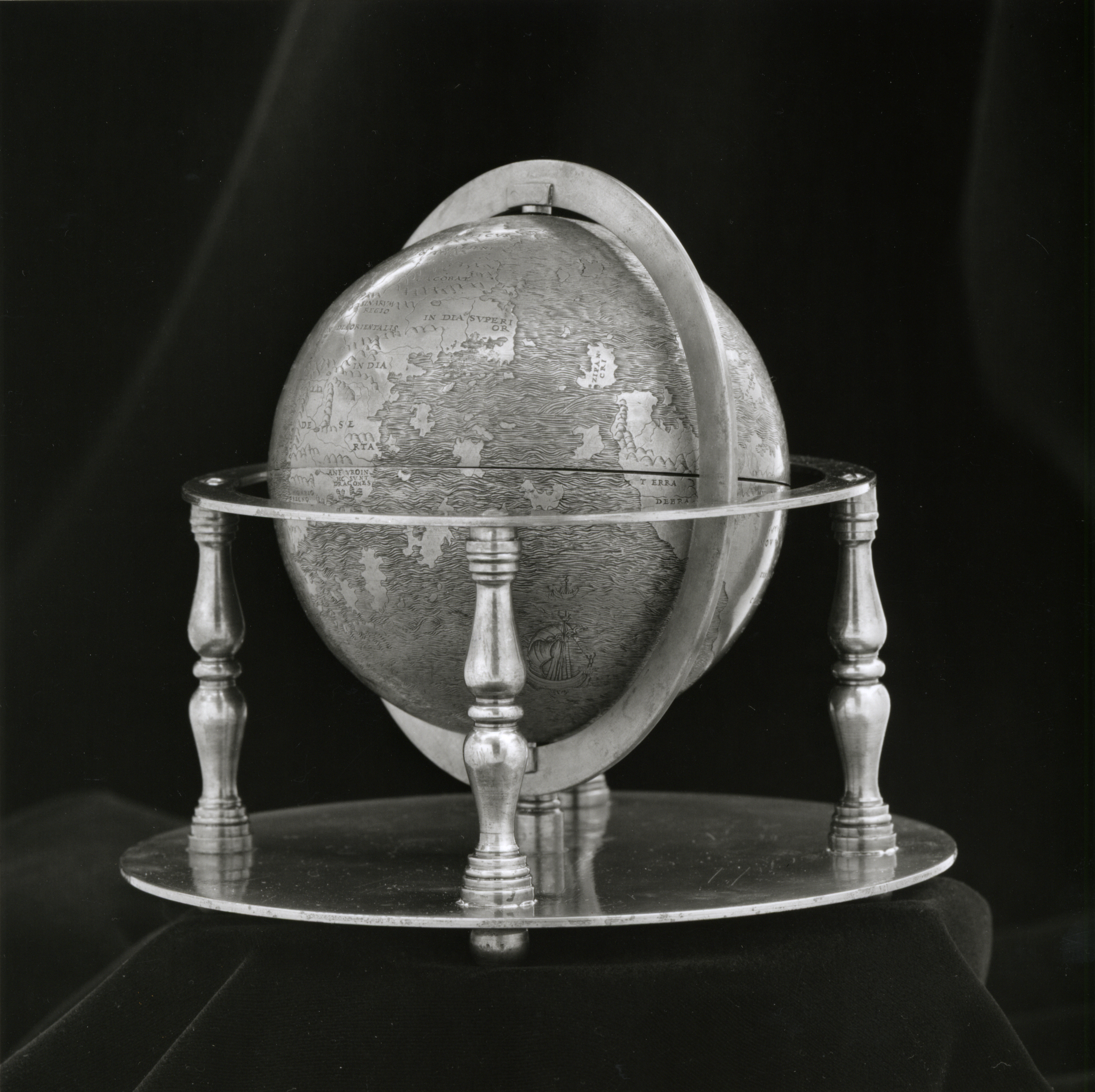
El Lenox Globe

El Globus Hunt-Lenox o Lenox Globe, que data aproximadament de 1510, és el tercer globus terrestre més antic conegut, després de l'Erdapfel de Martin Behaim que data de 1492 i el seu germà idèntic i prototip aparent, el globus d'ou d'estruç, que data de 1504. El Hunt-Lenox Globe està guardat a la Divisió de Llibres Rars de la Biblioteca Pública de Nova York. És notable com un dels dos únics exemples coneguts d'un mapa històric que utilitza la frase HC SVNT DRACONES (en llatí hic sunt dracones: " aquí hi ha dracs ").

## Descripció
El Lenox Globe és un globus de coure vermell buit sense pàtina verda o negra que mesura aprox. 112 mil·límetres (aproximadament 4,4 polzades) de diàmetre. La frase HIC SVNT DRACONES apareix a la costa oriental d'Àsia.

## Context

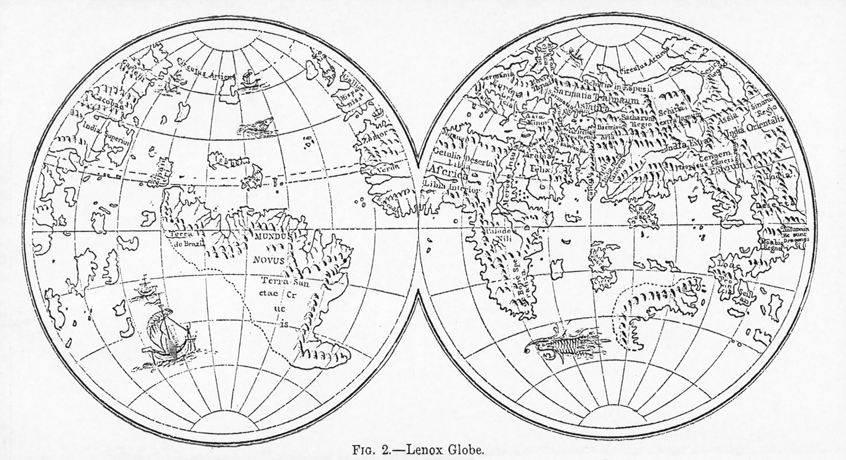
El Globus Lenox. Ilustració de l'Encyclopædia Britannica, 9a ed. Vol. X, 1874.

El globus va ser comprat a París l'any 1855 per l'arquitecte Richard Morris Hunt, qui el va donar a James Lenox, la col·lecció del qual va passar a formar part de la Biblioteca Pública de Nova York, on encara es conserva el globus.
En els seus records, Henry Stevens va recordar haver vist el globus mentre sopava amb Hunt el 1870. Hunt era ambivalent pel que fa al globus, ja que el va comprar "per una cançó", i va permetre que els seus fills hi juguessin. Stevens va reconèixer el seu valor i va instar a Hunt a emmagatzemar-lo a la Biblioteca Lenox, que estava dissenyant en aquell moment. Stevens també va agafar en préstec el globus per determinar la seva edat amb l'ajuda de Julius Erasmus Hilgard, que va treballar per al Coast Survey, un predecessor del National Geodetic Survey dels EUA.
El mètode de construcció d'aquest globus terraqüi era desconegut fins a l'any 2013arrel de.la publicació sobre el globus d'ou d'estruç per part de S. Missinne, en la que diu que data de 1504.

## Publicacions

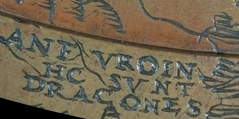
Primer pla del text 'Hic Sunt Dracones'

L'article més antic conegut sobre el globus va ser escrit per BF de Costa per a la Revista " The Magazine of American History", el setembre de 1879. Gabriel Gravier va reimprimir l'article més tard, aquell mateix any, amb comentaris addicionals al Bulletin de la société normande de géographie.

De fet, cap dels dos articles enllaça hic sunt dracones amb dracs. De Costa escriu:
En aquesta regió [la Xina, anomenada "l'Índia Oriental" al globus], prop de la línia equatorial, es veu "Hc Svnt Dracones", o aquí hi ha els Dagroians, descrits per Marco Polo com vivint al Regne de "Dagroian". Aquesta gent... feien un banquet amb els morts i els recollien els ossos (B.II. c.14, Ramusio 's ed.)

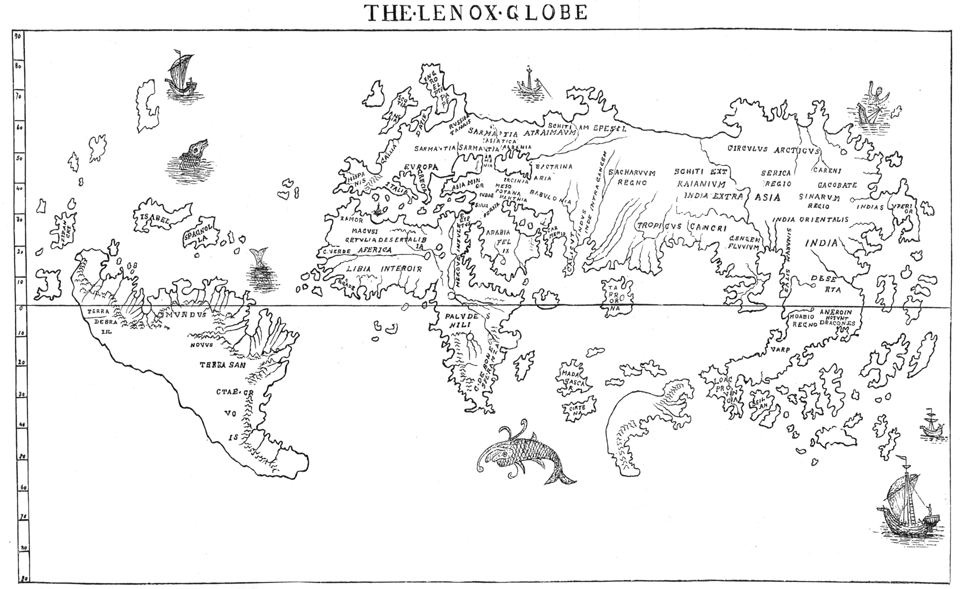
The Lenox Globe, de BF De Costa

En la seva traducció de l'article de De Costa, Gabriel Gravier afegeix que el Regne de Dagroian de Marco Polo es troba a Java Minor, o Sumatra, molt lluny del lloc indicat al Lenox Globe.
De Costa va observar una gran massa terrestre sense nom representada a la part sud de l'hemisferi oriental al Lenox Globe i va suggerir, "amb extrema desconfiança", que aquesta terra representava Austràlia, fora de lloc en aquesta ubicació. Si és així, va dir, "seria necessari concloure que, tot i que estava fora de lloc al Lenox Globe, Austràlia era coneguda pels geògrafs d'aquell primer període"..
El dibuix pla del globus que acompanyava els primers articles es reprodueix com el mapa 7 al llibre A Book of Old Maps Delineating American History d'Emerson D. Fite i Archibald Freeman (Nova York: Dover Reprints, 1969), i com a figura 43 a l'obra de Nordenskiöld Facsimile-Atlas to the Early History of Cartography (Nova York: Dover Reprints, 1973).

La New York Public Library ofereix escanejos d'alta resolució del globus al seu lloc web.

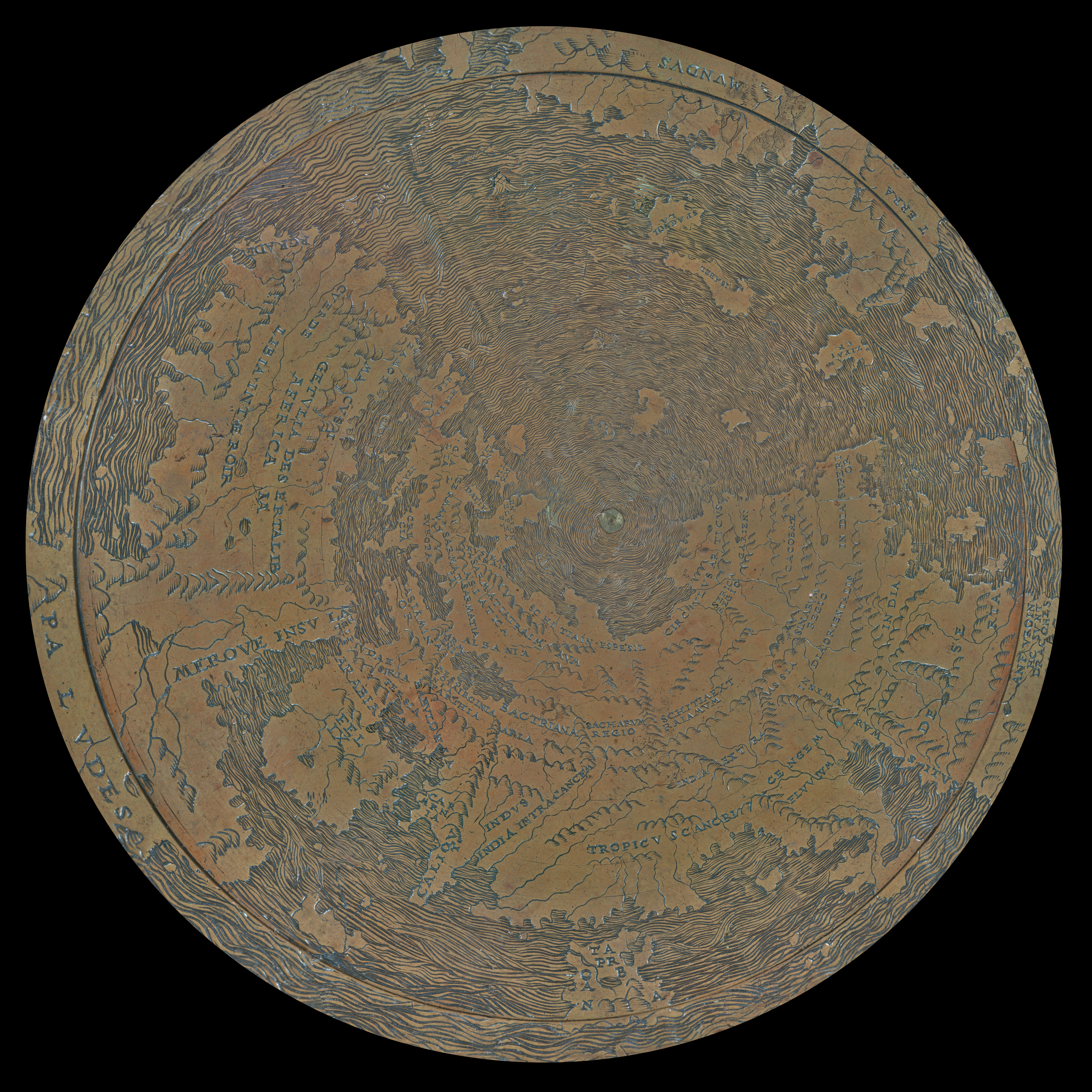
Hemisferi nord
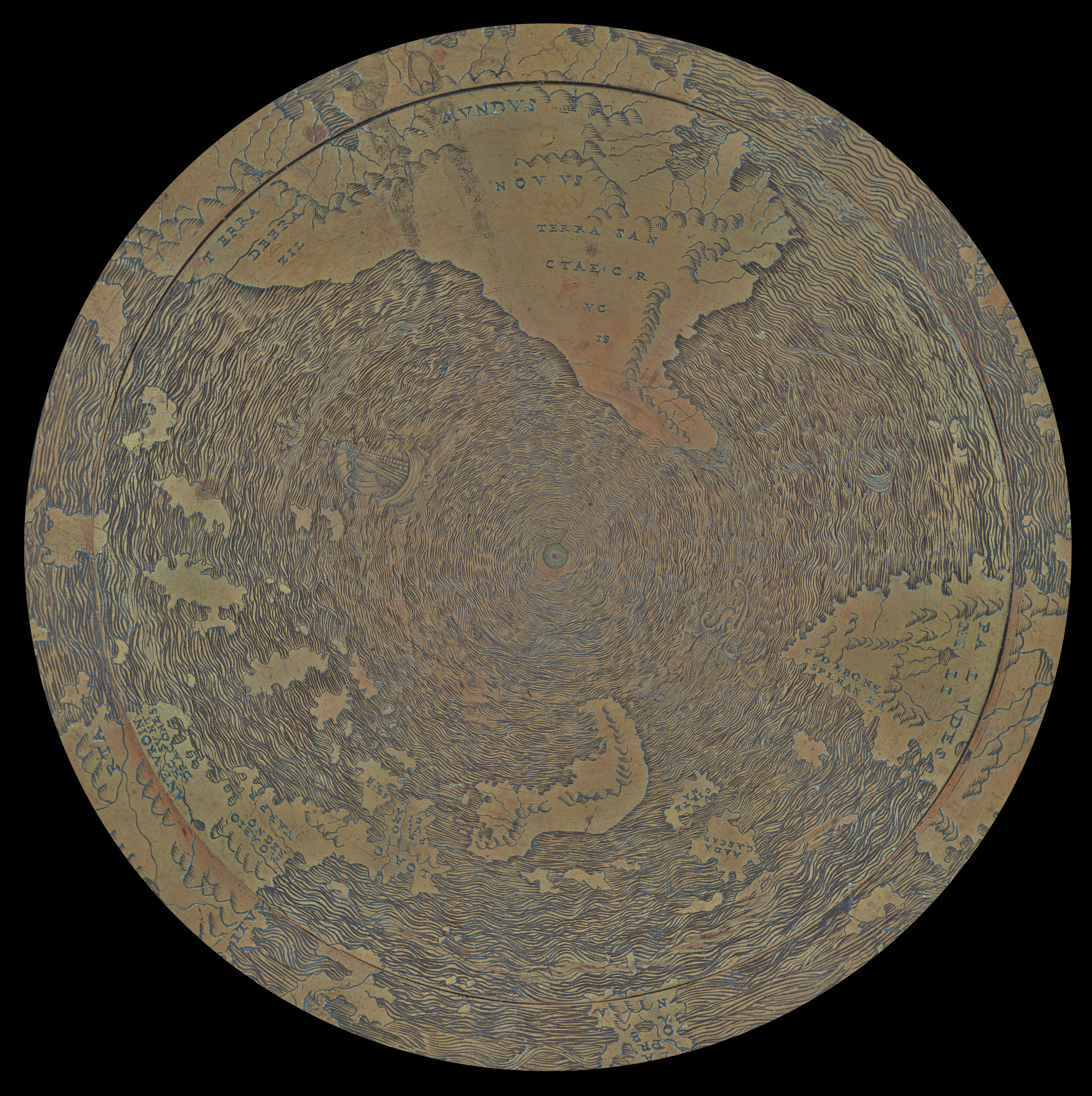
Hemisferi sud